# Matola (Alicante)
Matola es una pedanía de la ciudad de Elche, situada unos 5 km al suroeste del núcleo urbano de ésta. Cuenta con una población de 483 habitantes (INE 2013).

## Bienestar social

### Sanidad
La pedanía dispone de un consultorio auxiliar dependiente del Hospital del Vinalopó situado en las antiguas escuelas de Matola en el que se presta servicio diario de atención primaria.

## Cultura

### Fiestas Patronales
Las fiestas patronales en honor a la Virgen del Carmen de Matola se celebran durante los fines de semana próximos al día de la patrona, el 16 de julio. Organizadas por la Comisión de Fiestas de Matola, destacan por la charanga en la que se reparten más de 1.800 litros de bebida, refrescos y montaditos a go-gó, así como por el tradicional Cross Popular de Matola y la procesión que tiene lugar el último domingo de las fiestas.

## Deportes

### Eventos deportivos
A finales de octubre de cada año, tiene lugar la Volta a Matola en Bici (en castellano, Vuelta a Matola en Bici) organizada por la Asociación Matola.es y consistente en una marcha ciclista destinada a conocer los paisajes más desconocidos de esta partida rural. En 2010, durante la IV edición fueron inscritas 450 personas. Al finalizar la marcha ciclista se ofrece un almuerzo a los asistentes.
En julio, durante las fiestas de Matola se celebra el Cross Popular de Matola. También se le conoce como La Carrera del Infierno por las altas temperaturas que se sufren en esta pedanía durante el transcurso del cross. Esta mítica carrera en 2011 se encontraba por su XXXI edición.

## Transportes

### Carretera
Junto a las pedanías de Torrellano y El Altet, Matola también está excelentemente comunicada por carretera, por su término pedáneo está la salida 719 de la A-7 a unos 4 km del núcleo pedáneo, también pasan las carreteras CV-875 que la comunica con Elche, la Estación de Crevillente y Crevillente. O la CV-876 que comunica la partida rural con el núcleo crevillentino de San Felipe Neri y Catral.

### Taxi
Matola dispone de un servicio de taxi compartido ofertado por Elche Taxi, conectando la pedanía con el casco urbano. La duración máxima del servicio es de 20 minutos. A continuación se detallan las distintas paradas.
| N.º | Situación - Nombre Parada                |
| --- | ---------------------------------------- |
| 500 | Estación de autobuses                    |
| 501 | Pasarela – Intercambiador                |
| 502 | Ambulatorio San Fermín                   |
| 503 | Paseo Germanías                          |
| 504 | Cruce Federico. G. Lorca - P.J. Perpiñán |
| 505 | Centro Social El Pla                     |
| 506 | Avda. Don Bosco                          |
| 507 | Carmelitas                               |
| 508 | Restaurante Premier                      |
| 509 | Segundo Canal                            |
| 510 | C.P. Els Garrofers (Taller mecánico)     |
| 511 | Supermercado Dialprix                    |
| 512 | Restaurante Matola                       |

| N.º | Situación - Nombre Parada            |
| --- | ------------------------------------ |
| 550 | Restaurante Matola                   |
| 551 | Supermercado Dialprix                |
| 552 | C.P. Els Garrofers (Taller mecánico) |
| 553 | Segundo Canal                        |
| 554 | Restaurante Premier                  |
| 555 | Carmelitas                           |
| 556 | Avda. Don Bosco                      |
| 557 | Centro de salud El Pla               |
| 558 | Bar Los Sansanos                     |
| 559 | Videoclub Bogart                     |
| 560 | Pisos azules                         |
| 561 | Pasarela – Intercambiador            |
| 562 | Estación de autobuses                |

### Autobús
Matola dispone de servicio público de autobús que la conecta con el casco urbano de Elche y con las pedanías de La Algoda, Algorós, Pusol y Llano de San José.
| Servicios de Autobús |                          |                            |
| Línea                | Recorrido                | Observaciones del Servicio |
|                      | Elche - Algorós - Matola | Sin servicio los domingos. |
|                      | Elche - Algorós - Matola | Sin servicio los domingos. |

### Ferrocarril
La estación de Elche-Matola, (en valenciano, Elx-Matola) es una estación que situada en el ramal de Murcia de la Línea de Alta Velocidad Madrid - Levante. La estación entró en funcionamiento en febrero de 2021.